# クリフトン駅
クリフトン駅（クリフトンえき、英語：Clifton）はスタテンアイランドのクリフトン地区に位置するスタテンアイランド鉄道の駅である。

## 駅構造
| P ホーム階 | 相対式ホーム、右側ドアが開く        | 相対式ホーム、右側ドアが開く                                   |
| P ホーム階 | 南行                                | ← トッテンヴィル駅ゆき（グラスミア駅） ← 急行列車：通過        |
| P ホーム階 | 北行                                | → セント・ジョージ駅ゆき（ステープルトン駅）→ 急行列車：通過 → |
| P ホーム階 | 相対式ホーム、前4両の右側ドアが開く |                                                                |
| G          | 地上階                              | 出入口                                                         |

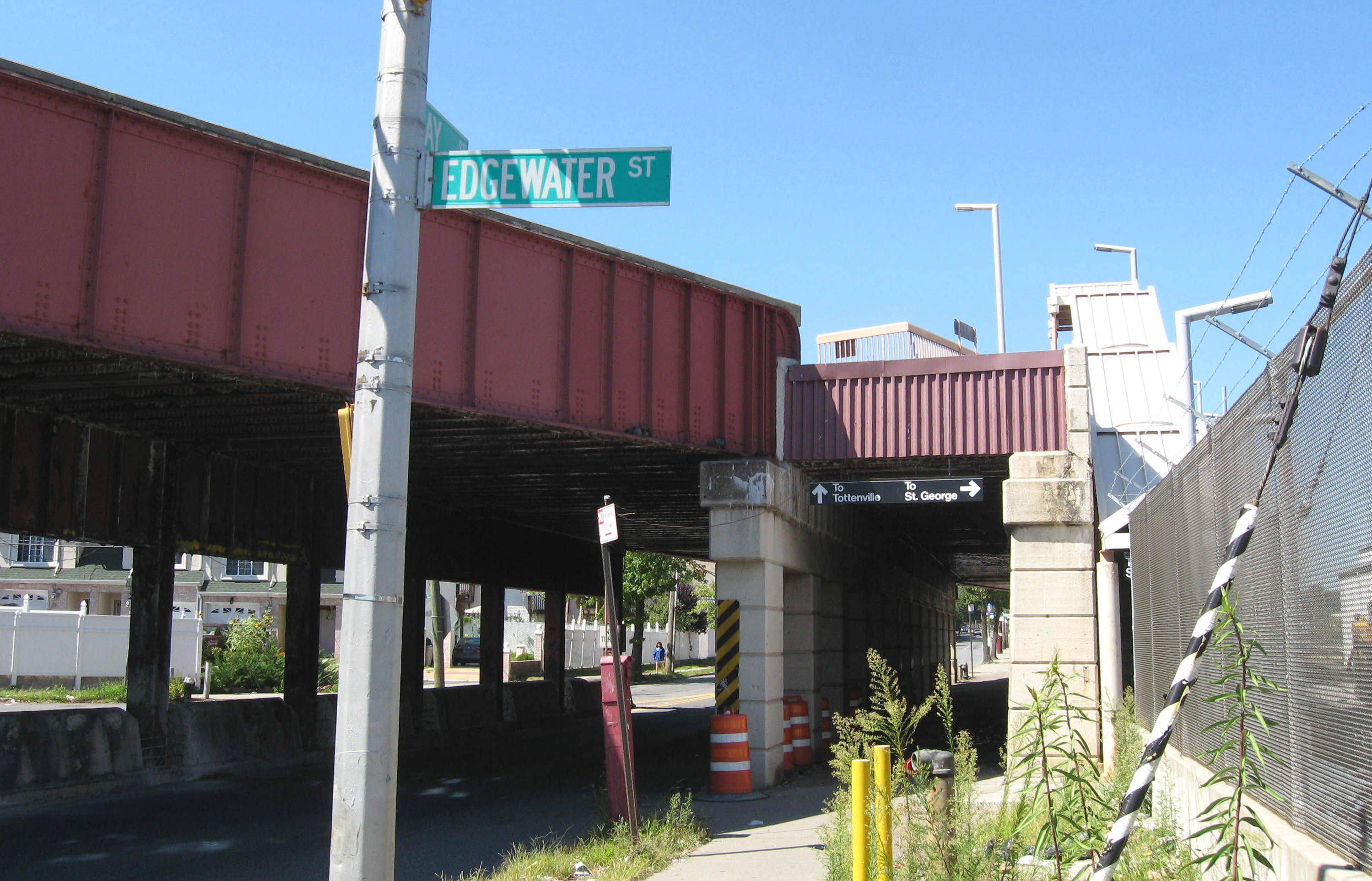
ベイ・ストリートに面する入口

ホームは相対式ホームとなっており、高架線にある。北行ホームはカーブがきついため、4両目の最後部と5両目すべてのドアが開かない。北行きのホームには、ベイ・ストリートに面する入口が2つと、エッジウォーター・ストリーツに面する入口の計3つの入口がある。南行きのホームには、ベイ・ストリートに入口が1つある。
スタテンアイランド鉄道クリフトン車両基地が駅の北側に位置する。駅の南側の線路は、サウス・ビーチ・ブランチの名残として残っている。クリフトン駅より、列車は進路を南西に変え、内陸部へ向かう。
駅は2020年-2024年のMTA投資計画によってエレベーターの設置が予定されている。

## バス接続
S51、S81